# Orco Feglino
Orco Feglino – miejscowość i gmina we Włoszech, w regionie Liguria, w prowincji Savona.
Według danych na rok 2004 gminę zamieszkiwało 814 osób, 47,9 os./km².